# هيلين بلاو
هيلين بلاو (بالإنجليزية: Helen Blau)‏ هي عالمة كيمياء حيوية أمريكية، ولدت في 8 مايو 1948 في لندن في المملكة المتحدة.

## وصلات خارجية
- الموقع الرسمي